# باريس سان جيرمان موسم 2013–14

## ملخص الموسم

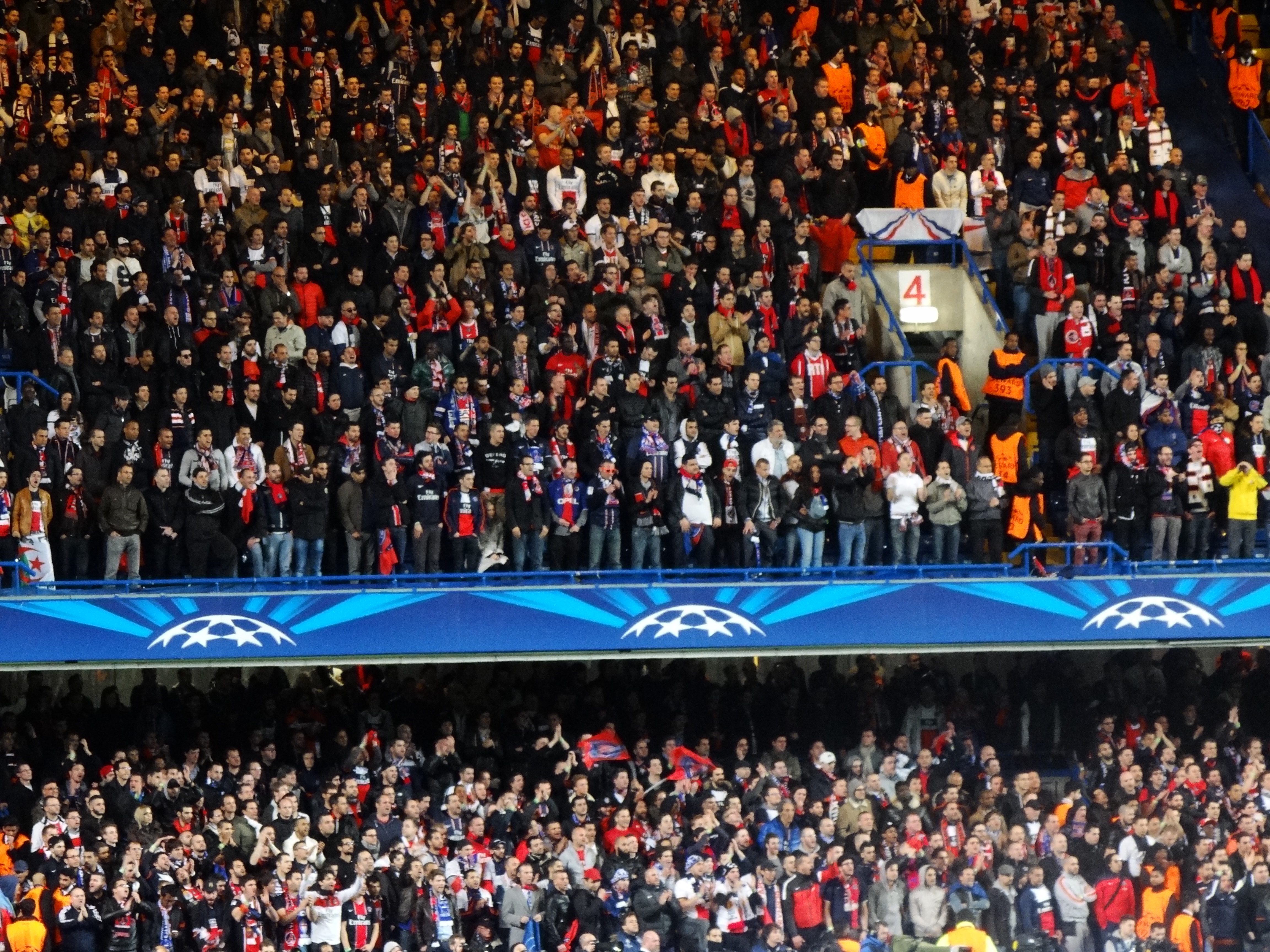
المدرج الباريسي في مباراة دوري أبطال أوروبا ضد تشيلسي في ربع النهائي

بدأ الفريق الموسم بالتخلى عن عدة لاعبين من أبرزهم كيفن غاميرو الذي انتقل لنادي إشبيلية الإسباني، جيان كريستوف باهيباك الذي رحل لنادي فالينسيان، دييغو لوغانو إلى ويست بروميتش ألبيون الإنجليزي،
ونيكسنيس كيبانو إلى نادي رويال شارلروا البلجيكي، بالإضافة للفرنسي مامادو ساكو الذي انتقل لصفوف نادي ليفربول في آخر ساعات الميركاتو، فيما انتقل كليمنت شانتوم إلى نادي تولوز معاراً، وفي المقابل صرف النادي حوالي 100 مليون يور للتعاقد مع الثلاثي إدينسون كافاني من نادي نابولي الإيطالي، لوكاس دينييه نادي ليل بالإضافة للمدافع الشاب ماركينيوس كوريا من نادي روما، بعد الانفصال عن المدرب الإيطالي كارلو أنشيلوتي والتعاقد مع الفرنسي لوران بلان خلفاً له في الحادي والعشرين من يونيو 2013

ومع انطلاقة الموسم الكروي ظفر النادي الباريسي بأول ألقاب الموسم بتتويجه بلقب كأس الأبطال الفرنسي على حساب بوردو بهدفين متأخرين مقابل هدف في المباراة التي أقيمت على ملعب دانغونج في العاصمة الغابونية ليبرفيل.

بدأ باريس بطولة الدوري بشكل متواضع بعد أن وقع في فخ التعادل في أول مواجهتين أمام كل من مونبلييه وأجاكسيو، وبعد ثلاث انتصارات متتالية بعد ذلك تعادل الفريق في لقاء القمة الذي جمعه بمنافسه موناكو بهدف لمثله في البارك دي برينس،

ثم واصل صحوته في المباريات التسع المُوالية حيث سجل خلالها ثمانية انتصارات من ضمنها الفوز على الغريم مرسيليا في ملعب الفيلودروم فرغم النقص العددي منذ الدقيقة 31' بعد طرد تياغو موتا ورغم التأخر في النتيجة منذ الدقيقة 34' تمكّن الباريسيون من قلب الطاولة على أبناء الجنوب، وفوز ساحق على أولمبيك ليون في باريس بأربعة أهداف نظيفة، وتخلل هذه الفترة تعادل وحيد أمام نادي سانت إتيان بهدفين لمثلهما على ملعب جوفروا غيشار في مباراة مثيرة رجع فيها الباريسيون في النتيجة بعد التأخر بهدفين نظيفين حتى الدقيقة 68' التي شهدت تقليص الوافد الجديد حينها إدينسون كافاني النتيجة، في حين تكفل بليز ماتويدي بإدراك التعادل في الدقيقة التسعين  قبل أن يُسقطه إيفيان في الجولة السادسة عشرة بهدفين نظيفين،

بعد هذه الخسارة انتفض أبناء العاصمة في الدوري وقضوا أكثر من خمسة أشهر من دون التعرض للخسارة في الدوري حيث لعبوا 16 مباراة في هذه الفترة محققين 13 فوزاً وثلاثة تعادلات، قبل أن يتعرض للهزيمة أمام نادي ليون بهدف لصفر، ليقطع عليه سلسلة استثنائية وصلت لثمانية انتصارات متتالية في بطولة الدوري ضمّت الفوز مجدداً على نادي مرسيليا هو الخامس على التوالي للباريسي في لقاءاتهما،

ورغم تذبذب مستواه في تلك الفترة إلا أنه تمكّن من ضمان لقب الدوري رسمياً قبل جولتين على النهاية مستفيداً من سقوط مطارده موناكو في فخ التعادل 1-1 أمام نادي غينغان في الجولة السادسة والثلاثين قبل دقائق من انطلاق مباراة الفريق أمام نادي رين والتي خسرها الفريق بهدفين لواحد، ليضمن المحافظة على لقب الدوري وحصده للمرة الرابعة في تاريخه بعد أن جمع 89 نقطة من 27 فوزاً (أكثر فريق حقق انتصارات في البطولة)، وثمانية تعادلات، بالإضافة لثلاثة خسارات فقط (أقل فريق تعرض للخسارة في البطولة)، مسجلاً 84 هدفاً (أقوى هجوم في البطولة بفارق يزيد على عشرين هدفاً عن أقرب الملاحقين)، واستقبلت شباكه 23 هدفاً فقط (وهو الدفاع الأقوى في البطولة) وبفارق +61 (وهو الأفضل في البطولة طبعاً).

نجم الفريق زلاتان إبراهيموفيتش كان هدّاف البطولة بتسجيله لـ26 هدفاً وبفارق عشرة أهداف عن مطارده وزميله في الفريق إدينسون كافاني الذي حلّ ثانياً في القائمة بالتشارك، وفي المرتبة الثالثة لهدّافي الفريق في الدوري حلّ إزيكييل لافيتزي بتسعة أهدف، ثم لوكاس مورا بستة أهداف، فبليز ماتويدي بخمسة.

في بطولة كأس فرنسا خرج الفريق مبكراً من دور الـ32 أمام مونبلييه بهدفين لواحد.

بدأ مشوار الفريق في كأس الرابطة الفرنسية في الثامن عشر من ديسمبر 2013 عندما واجه سانت ايتيان في ثمن النهائي وانتهت المباراة في وقتها الأصلي بالتعادل 1-1 فبعد تقدّم الباريسيين بهدف إدينسون كافاني في الدقيقة 25' تمكّن مولود إيردينتش من إدراك التعادل في الدقيقة 78'، في الأشوط الإضافية؛ وبينما كان الفريقان يتأهّبان لضربات الجزاء تمكّن كافاني من تسجيل هدف في الفوز لفريقه عند الدقيقة 117' ليذهب بفريقه لربع النهائي الذي واجه في نادي بوردو؛ وفاز الباريسيون بالمباراة بثلاثة أهداف لواحد، من توقيع كل من خافيير باستوري، أدريان رابيو وبليز ماتويدي ويعبر لنصف النهائي، ليواجه فيه نادي نانت ويفوز عليه بثنائية لواحد بأقدام نجمه زلاتان إبراهيموفيتش ليبلغ نهائي البطولة،

أقيمت المباراة النهائية في التاسع عشر من أبريل وفاز بها أمراء باريس بثنائية المتألّق كافاني ليظفر الفريق بلقبه الرابع والذي مكنه من استعادة زعامة البطولة بعد أن عادله ناديا بوردو ومرسيليا في الأعوام الخمسة السابقة،

في دوري الأبطال أوقعت القرعة الفريق في المجموعة الثالثة إلى جانب كل من أولمبياكوس اليوناني، بنفيكا البرتغالي ونادي أندرلخت البلجيكي،

في مباراته الافتتاحية في البطولة تمكّن الفريق من هزيمة مضيفه أولمبياكوس بأربعة أهداف لواحد، ثم أتبعه بفوز ثان في البارك دي برينس على نادي بنفيكا بثلاثية نظيفة، لينفرد بصدارة المجموعة، ثمّ واصل نتائجه الساحقة بفوزه في أرض أندرلخت البلجيكي بخماسية نظيفة في ليلة تألّق فيها السويدي زلاتان إبراهيموفيتش بتسجيله لرباعية تاريخية في المباراة، وتعادل الفريقان في لقاء العودة بباريس 1-1، ليصل الفريق لعشر نقاط وضعت له قدماً في ثمن النهائي الذي بلغه رسمياً بفوزه على أولمبياكوس مجدداً بهدفين لواحد هذه المرة،  ليصل للنقطة 13 التي ضمنت له صدارة المجموعة قبل خوض المباراة الأخيرة التي خسرها لصالح بنفيكا بهدفين لواحد.

في ثمن النهائي أوقعته القرعة في ثمن النهائي ضد نادي باير ليفركوزن الألماني، وبما أن باريس يان جيرمان تصدّر مجموعته فإنه لعب الذهاب خارج أرضه، حيث سحق مضيفه برباعية نظيفة من توقيع إبراهيموفيتش بوقع هدفين وهدف لكل من بليز ماتويدي ويوهان كاباي، وعاود الفوز في الإياب بنتيجة 2-1 من توقيع لافيتزي وماركينيوس كوريا، ليبلغ الدور ربع النهائي للمرة الثانية توالياً،

أوقعته قرعة الدور ربع النهائي التي أجريت في 21 مارس 2014 مع نادي تشيلسي الإنجليزي
وأقيم لقاء الذهاب في ملعب حديقة الأمراء بباريس في 2 أبريل وحقق أصحاب الديار فوز ثمينا بثلاثة أهداف لواحد بفضل الهدف الرائع الذي سجله باستوري في الوقت القاتل ليمنح أفضلية التقدم بهدفين للنادي الباريسي قبل لقاء العودة الذي أقيم في لندن بعد حوالي أسبوع في الثامن من أبريل، حينها استمرت المباراة بتقدّ البلوز بهدف نظيف (النتيجة التي تمنح باريس الأفضلية حتى سجل السنغالي ديمبا با هدفاً ثانياً في الدقيقة 87' ليمنح فريقه التأهل لنصف النهائي بفضل تسجيل هدف خارج أرضه ويقصي نادي باريس سان جيرمان للمرة الثانية توالياً في نفس الدور (ربع النهائي) وبنفس الطريقة (أفضلية الأهداف خارج الأرض بعد التعادل 3-3 في مجمل اللقائين).